# Климово (Анісімовське сільське поселення)
Климово (рос. Климово) — присілок Бокситогорського району Ленінградської області Росії. Входить до складу Анісімовського сільського поселення.
Населення — 5 осіб (2007 рік). 